# Коулскотт, Роберт
Роберт Коулскотт (англ. Robert Colescott, полное имя Robert Hutton Colescott; 1925—2009) — американский художник и педагог.

## Биография
Родился 26 августа 1925 года в Окленде в афроамериканской семье; его мать — Lydia Kenner Hutton была пианисткой, а отец — Warrington Wickham Colescott был классическим и джазовым скрипачом. Родители приехали в Окленд из Нового Орлеана в 1919 году.
Любовь к музыке у мальчика появилась очень рано. Он начал играть на барабанах и всерьез задумался о карьере музыканта. Другом их семьи был скульптор Сарджент Джонсон, который постепенно стал образцом для подражания Роберта. Через него Коулскотт приобщился к Гарлемскому ренессансу и произведениям искусства афроамериканцев. В 1940 году ему посчастливилось наблюдать, как мексиканский художник Диего Ривера на Международной выставке «Золотые ворота», проходившей на острове Трежер-Айленд недалеко от Сан-Франциско, расписал одну из стен.
Будучи уже начинающим художником, Роберт Коулскотт был призван в армию США и с 1942 году до конца Второй мировой войны служил в Европе. Во время службы посетил Париж — в то время столицу мира искусства. Вернувшись домой, Коулскотт поступил в Калифорнийский университет в Беркли, где в 1949 году получил степень бакалавра в области рисования и живописи. Следующий год он провел в Париже, обучаясь у французского художника Фернана Леже, а затем вернулся в Калифорнийский университет, чтобы получить степень магистра в 1952 году.
Как и многие художники его поколения, Коулскотт вел одновременную карьеру как художник и педагог. Он переехал на тихоокеанский Северо-запад США после окончания Калифорнийского университета в Беркли и начал преподавать в Университете штата Орегон в Портленде, где проработал с 1957 по 1966 год. В 1964 году он получил академический грант в American Research Center in Egypt и работал в качестве приглашенного профессора в Американском университете в Каире с 1966 по 1967 год. Когда началась Египетско-израильская война, Коулскотт с семьёй на три года переехали в Париж. В 1970 году они вернулись в Калифорнию и следующие 15 лет Роберт Коулскотт рисовал и преподавал искусство в Университете штата Калифорния и в Художественном институте Сан-Франциско. В 1983 году он получил должность приглашенного профессора в Аризонском университете в Тусоне, где стал в 1990 году первым преподавателем факультета искусств, удостоенным звания регент-профессора.
Умер 4 июня 2009 года в собственном доме Тусоне.

### Семья
Был четырежды женат на: Zdenka Falarova (1950—1962, дети Alexander и Nicholas), Sally Dennett (1962—1972), Susan Ables (1979—1983) и затем на афроамериканке Jandava Cattron, которая сообщила после его смерти, что последние годы жизни Коулскотт страдал синдромом Паркинсона.
Всего от всех браков имел пять сыновей: Alexander, Nicolas, Dennett, Daniel и Cooper.
У Роберта был брат Уоррингтон Коулскотт, тоже художник.

## Творчество
Именно в Портленде профессиональная карьера Коулскотта как художника укрепилась во многом благодаря покровителю искусства и филантропу Арлин Шнитцер, владелице и директору Fountain Gallery, которую она открыла для продвижения современных художников из этого региона. Работа Роберта Коулскотта была включена в инаугурационную выставку галереи в 1961 году; свою первую персональную выставку он провёл в 1963 году. В результате трагического случая в 1977 году галерея была уничтожена пожар, в котором многие работы Коулскотта сгорели вместе с работами других художников, представленных галереей. Восстановленная после пожара и открытая в другом месте галерея Fountain Gallery, продолжала представлять работы Коулскотта до своего закрытия в 1986 году.
Пребывание Роберта Коулскотта в Египте и его знакомство с египетским искусством и культурой, а также с африканским континентом, изменили жизнь художника. Это влияние на последующую часть его художественной карьеры впервые проявилось в серии картин «Valley of the Queens», вдохновленных посещением Фив. Начиная с середины 1970-х годов, Коулскотт начал создавать произведения на основе знаковых картин и событий из истории искусства. К ним относятся: «Olympia», находящаяся ныне в коллекции Музея искусств Гонолулу и переосмысливающая одноимённую картину Эдуарда Мане; «George Washington Carver Crossing the Delaware: Page From an American History Textbook», основанная на картине Эммануэля Лойце, изображающая героя Войны за независимость США. Также Коулскоттом были созданы его собственные версии работ Винсента Ван Гога — «Едоки картофеля» (1975), Яна Ван Эйка — «Портрет четы Арнольфини» (1976) и Эдуарда Мане — «Завтрак на траве» (1980).
В 1987 году Музей искусств Сан-Хосе организовал первую крупную ретроспективу работ Роберта Коулскотта, куратором которой был директор музея Джон Ольбранц (John Olbrantz). После презентации в Сан-Хосе, выставка побывала под эгидой Американского альянса музеев в Центре современного искусства в Цинциннати, в Музее искусств Балтимора, Портлендском художественном музее, Художественном музее Акрона, Оклахомском университете, Музее современного искусства в Хьюстоне, Новом музее современного искусства, Художественном музее Сиэтла и других местах. Выставку сопровождал каталог под названием «Robert Colescott: A Retrospective, 1975—1986» с текстом Лоури Стокса Симса, почётного музейного куратора, давнего поклонника работ Коулскотта.
В 1997 году Коулскотт стал центром международного внимания, когда был выбран представлять Соединенные Штаты на Венецианской биеннале. Согласно данным Художественной галереи Олбрайт-Нокс, Роберт Коулскотт стал первым афроамериканским художником, который представлял США с персональной выставкой на Венецианской биеннале. После презентации в павильоне Соединенных Штатов в Венеции (15 июня — 9 ноября 1997 года) выставка начала трехлетнее турне по музеям, в числе которых были — Центр искусств Уокера, Queens Museum, Музей искусств Университета Аризоны, Портлендский художественный музей, Музей искусств Шелдона, Центр современного искусства в Новом Орлеане, Современный музей Гонолулу и других местах.